# Kurt Küttner
Kurt Küttner (ur. 15 lipca 1907 w okolicach Chemnitz, zm. 31 grudnia 1950) – niemiecki policjant, SS-Oberscharführer, zbrodniarz hitlerowski, członek personelu ośrodka zagłady w Treblince, w którym pełnił funkcję kierownika „dolnego obozu”.

## Życiorys
Przed wybuchem II wojny światowej był funkcjonariuszem niemieckiej policji ochronnej. W 1942 roku w randze SS-Oberscharführera został przydzielony do personelu obozu zagłady w Treblince. Pełnił funkcję kierownika „dolnego obozu”, obejmującego strefę przyjęć oraz strefę administracyjno-mieszkalną. W obozie był znany pod przydomkiem „Kiwe”. 
Uczestniczył w przyjmowaniu transportów. Przede wszystkim sprawował jednak nadzór nad Arbeitsjuden, czyli żydowskimi więźniami, którym oszczędzono natychmiastowej śmierci w komorach gazowych. Był jednym z najbardziej znienawidzonych i budzących największy strach członków załogi. Nieustannie kontrolował i przeszukiwał więźniów, bezwzględnie bijąc i mordując wszystkich, którzy jego zdaniem pracowali zbyt wolno lub naruszyli obozową dyscyplinę. Podczas przeprowadzanych co wieczór apeli nadzorował wykonywanie kary chłosty lub karnej „gimnastyki”. Utrzymywał także sieć informatorów, którzy donosili mu o wszystkim, co dzieje się w obozie. 
2 sierpnia 1943 roku, na krótko przed wyznaczoną przez obozową konspirację godziną wybuchu powstania, przypadkiem schwytał więźnia mającego przy sobie ukryte pieniądze. Konspiratorzy obawiając się, że torturowany mężczyzna zdradzi ich plany, postanowili zabić Küttnera. Powstaniec nazwiskiem Wallabańczyk (Wołowańczyk) oddał do niego strzał, tym samym przedwcześnie rozpoczynając bunt. Küttner został postrzelony, jednakże jego rana nie okazała się śmiertelna.
Jesienią 1943 roku obóz uległ likwidacji. Küttner podobnie jak wielu innych członków załogi został przydzielony do Einsatz R operującej w okolicach Triestu. Zadaniem tej jednostki była likwidacja miejscowych Żydów oraz walka z jugosłowiańską i włoską partyzantką. Latem 1944 roku na czele kilkuosobowej grupy policjantów udał się do Mediolanu, gdzie pozostał do połowy marca 1945 roku, zajmując się wyłapywaniem ukrywających się Żydów. Po zakończeniu misji powrócił do Triestu.
Po wojnie został aresztowany, jednakże nigdy nie stanął przed sądem. Zmarł 31 grudnia 1950 roku.